# Noam Mamu
Noam Mamu (hebräisch נועם ממו; * 13. März 2006) ist ein israelischer Leichtathlet, der im Sprint und im Mittelstreckenlauf an den Start geht. Aktuell ist er Inhaber des Landesrekordes über 800 Meter.

## Sportliche Laufbahn
Erste Erfahrungen bei internationalen Meisterschaften sammelte Noam Mamu im Jahr 2022, als er bei den U18-Europameisterschaften in Jerusalem in 1:51,79 min die Silbermedaille im 800-Meter-Lauf gewann. Anschließend siegte er in 47,60 s im 400-Meter-Lauf beim Europäischen Olympischen Jugendfestival (EYOF) in Banská Bystrica. Im Jahr darauf belegte er in der 3. Liga der Team-Europameisterschaft, die im Zuge der Europaspiele in Chorzów stattfand, in 1:56,05 min den sechsten Platz über 800 Meter und wurde in der Mixed-Staffel über 4-mal 400 Meter in 3:27,57 min Dritter. Anschließend belegte er beim EYOF in Maribor in 48,18 s den siebten Platz über 400 Meter und im August schied er bei den U20-Europameisterschaften in Jerusalem mit 47,20 s im Vorlauf aus. 2024 schied er bei den U20-Weltmeisterschaften in Lima mit 1:48,46 min im Halbfinale über 800 Meter aus und im Jahr darauf belegte er bei den Balkan-Hallenmeisterschaften in Belgrad in 1:49,73 min den fünften Platz. Ende Juni wurde er bei der 2. Liga der Team-Europameisterschaft in Maribor in 1:49,61 min Zweiter im B-Lauf über 800 Meter und gelangte mit 47,18 s auf Rang sechs im B-Lau über 400 Meter. Anschließend kam er bei den Balkan-Meisterschaften in Volos über 800 Meter nicht ins Ziel und schied dann bei den U20-Europameisterschaften in Tampere mit 1:54,08 min in der Vorrunde aus.
In den Jahren 2022, 2023 und 2025 wurde Mamu israelischer Meister im 400-Meter-Lauf sowie 2022 und 2024 auch über 800 Meter.

## Persönliche Bestleistungen
- 400 Meter: 46,82 s, 30. Juli 2025 in Jerusalem (israelischer U20-Rekord)
- 600 Meter: 1:16,03 min, 5. Mai 2024 in Pliezhausen
  - 600 Meter (Halle): 1:17,28 min, 8. Februar 2025 in Metz (europäische U20-Bestleistung)
- 800 Meter: 1:46,81 min, 10. Juli 2025 in Nembro (israelischer Rekord)
  - 800 Meter (Halle): 1:49,69 min, 27. Januar 2024 in Apeldoorn (israelischer U20-Rekord)